# 薇姬·威尔逊
薇姬·威尔逊（英語：Vicki Wilson，1965年2月11日—），生于布里斯班，澳大利亚女子篮网球运动员。她曾代表澳大利亚国家队参加1998年英联邦运动会篮网球比赛，获得一枚金牌。